# 홋카이도도 제520호선
520번 홋카이도도(일본어: 北海道道520号鷹栖東鷹栖比布線→홋카이도도 520호 히가스다카스-핏푸선)은 홋카이도 가미카와군 다카스정에서 핏푸정까지 이어지는 일본의 일반도도 노선이다.

## 같이 보기
- 도도부현도